# Gleisverschlingung

Bauprinzip einer Gleisverschlingung; einziger Mehraufwand sind zwei Herzstücke mit Radlenkern

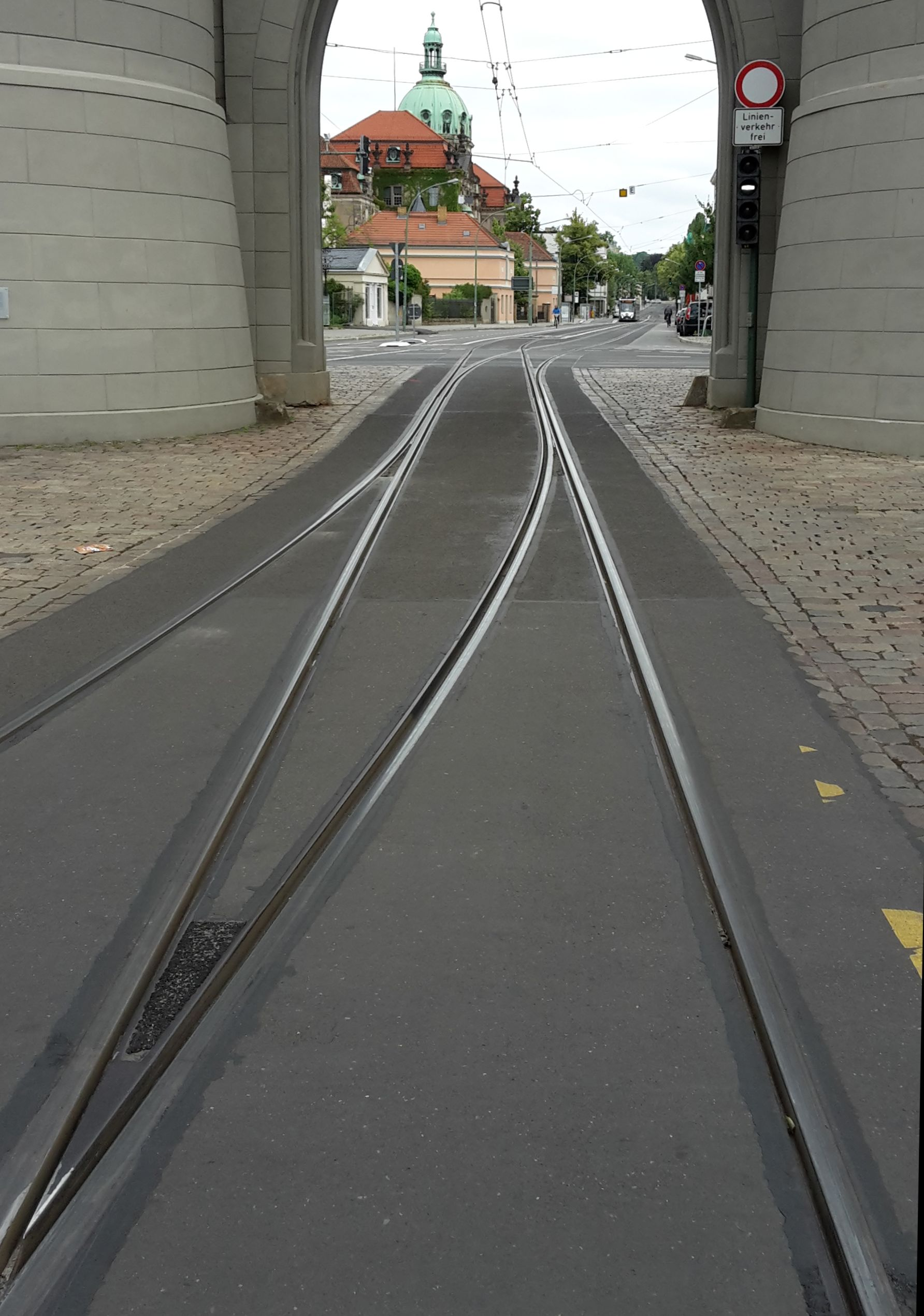
Straßenbahn-Gleisverschlingung im Nauener Tor in Potsdam; maximal ausgeprägte Verschlingung

Gleisverschlingung, beziehungsweise in Österreich Schnürstelle, nennt man eine Anordnung von zwei Gleisen gleicher Spurweite, bei denen diese über eine gewisse Strecke so ineinander verschoben sind, dass eine Schiene des einen Gleises zwischen den Schienen des anderen liegt. Der Abstand zwischen je einer Schiene des einen und des anderen Gleises wird i. d. R. minimal ausgeführt, so dass der Platzbedarf für beide Gleise unwesentlich größer als der für ein Gleis ist. Das besonders enge Zusammenrücken der Schienen erfordert allerdings Sonderbauarten für die Schienenbefestigung oder Sonderschienenprofile.
Gleisverschlingungen werden bei zweigleisigen Bahnen an relativ kurzen Engstellen – wie zwischen Gebäuden oder durch Tore – angewendet. Solche Engstellen können sich auch aus Kostengründen ergeben, indem eine Brücke oder ein kurzer Tunnel nur eingleisig gebaut wird. Eine Gleisverschlingung wird manchmal auch nur temporär während Bauarbeiten an einer Trassenhälfte errichtet. An den betroffenen Stellen ist nur wechselweiser Betrieb wie auf einer eingleisigen Strecke möglich. Eine Gleisverschlingung ist durch die entfallenden Zungenvorrichtungen weniger aufwändig als die Reduktion auf ein Gleis mit zwei vollständigen Weichen. Es werden nur zwei Herzstücke mit Radlenkern benötigt, Stelleinrichtungen sind nicht erforderlich. Bei langen gemeinschaftlichen Strecken sind allerdings Weichen kostengünstiger als vier Schienen.

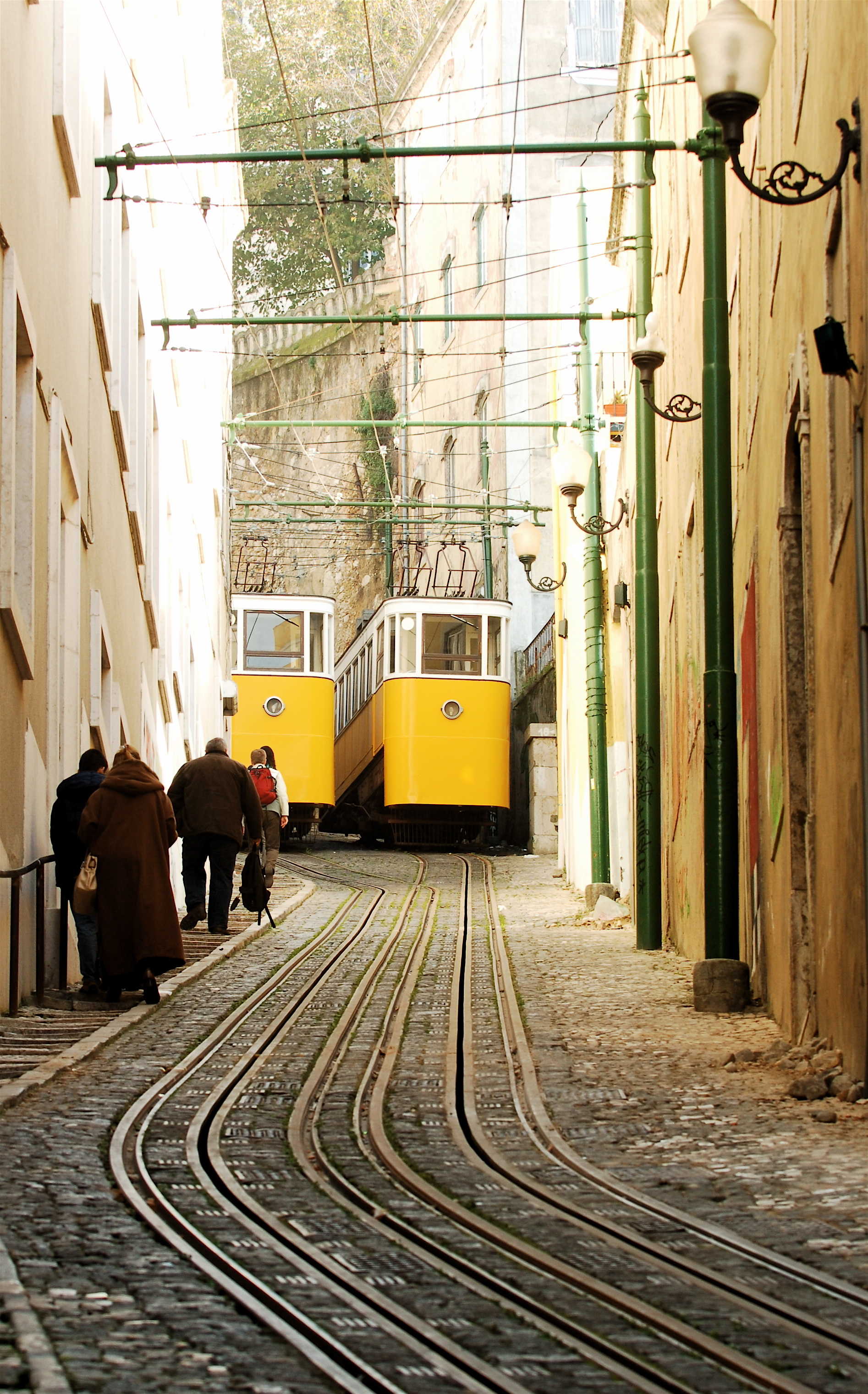
Gleisverschlingung einer Lissaboner Standseilbahn in einer engen Gasse.
Die Verschlingung ist nur mäßig ausgeprägt, weil sich die unter der Straßendecke liegenden Zugseilführungen der beiden Gleise nicht verschlingen lassen.

Gleisverschlingungen sind demzufolge in einigen Tunneln, auf schmalen Brücken, Fährbrücken von Eisenbahnfähren oder an anderen engen Stellen zu finden; in Straßenbahnnetzen auch dort, wo sonst zweigleisige Strecken eingleisig durch schmale Fußgängerzonen oder historische Stadttore (etwa das Nauener Tor in Potsdam, siehe rechts stehende Abbildung) geführt werden müssen. Außer in Potsdam gibt es sie auch in den Straßenbahnnetzen von Braunschweig, Magdeburg, Mannheim, Berlin, Dresden, Stuttgart, Prag, Düsseldorf, Amsterdam, Basel, Hannover, Frankfurt am Main, Kassel, Graz, Linz, Lissabon sowie Norrköping. Manchmal dienen sie dazu, Mindestradien z. B. bei engen Abbiegungen einzuhalten, so z. B. in St. Tönis (Krefelder Straße/Kurze Straße) oder Düsseldorf (Humboldtstraße/Rethelstraße). Gleisverschlingungen gibt es ebenfalls im Eisenbahnnetz z. B. bei den der Tschechischen Republik oder auf der Techbrücke zwischen Perpignan und Cerbère im Süden von Frankreich.
Bei signalisiertem Betrieb muss sie wie ein eingleisiger Streckenabschnitt durch Deckungsstellen gesichert werden.
Die Abschnitte mit nebeneinander liegenden Schienen innerhalb gestreckter Weichen (Weichen mit sogenannten „vorgezogenen Weichenzungen“) ähneln dem vierschienigen Abschnitt einer Gleisverschlingung. Bei teilweiser Streckenführung zweier verschiedener Bahnsysteme auf derselben Trasse sind die Schienen ebenfalls ineinander verschoben.

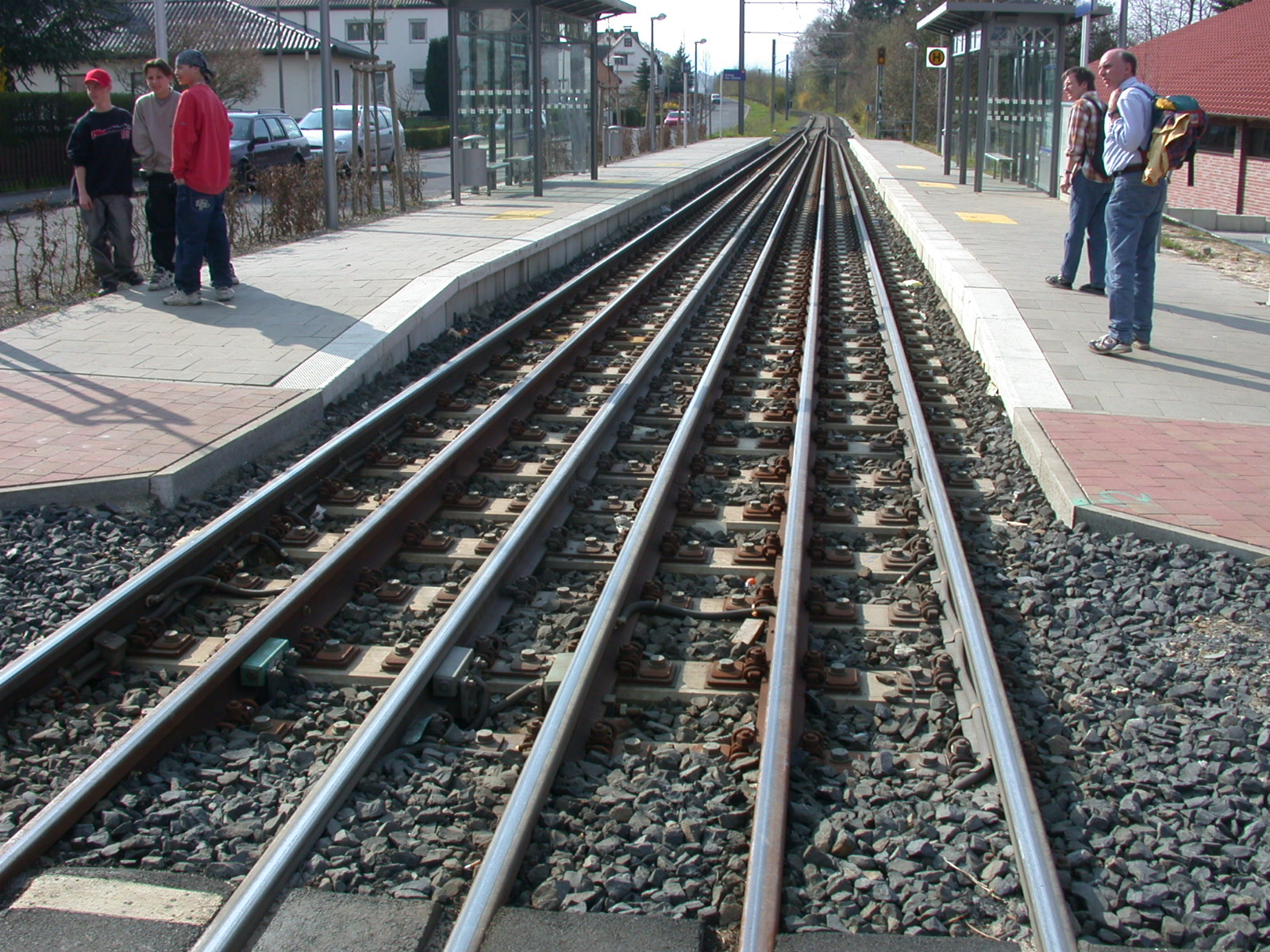
RegioTram Kassel: Sechsschienengleis in Kaufungen

Die RegioTram Kassel nutzt auf der Strecke Kassel–Waldkappel mit Zungenvorrichtungen herausgeführte Sechsschienengleise zum Heranführen schmaler Straßenbahnwagen in Einrichtungsbauart an die für Fernbahnfahrzeuge profilfreien Bahnsteigkanten zu beiden Seiten. Der sonstige Eisenbahnverkehr nutzt das mittlere Gleis.